# Herbert Schäfer
Herbert Schäfer (Siegen, 16 agosto 1927 – Siegen, 6 maggio 1991) è stato un calciatore tedesco, di ruolo centrocampista.